# Samhita

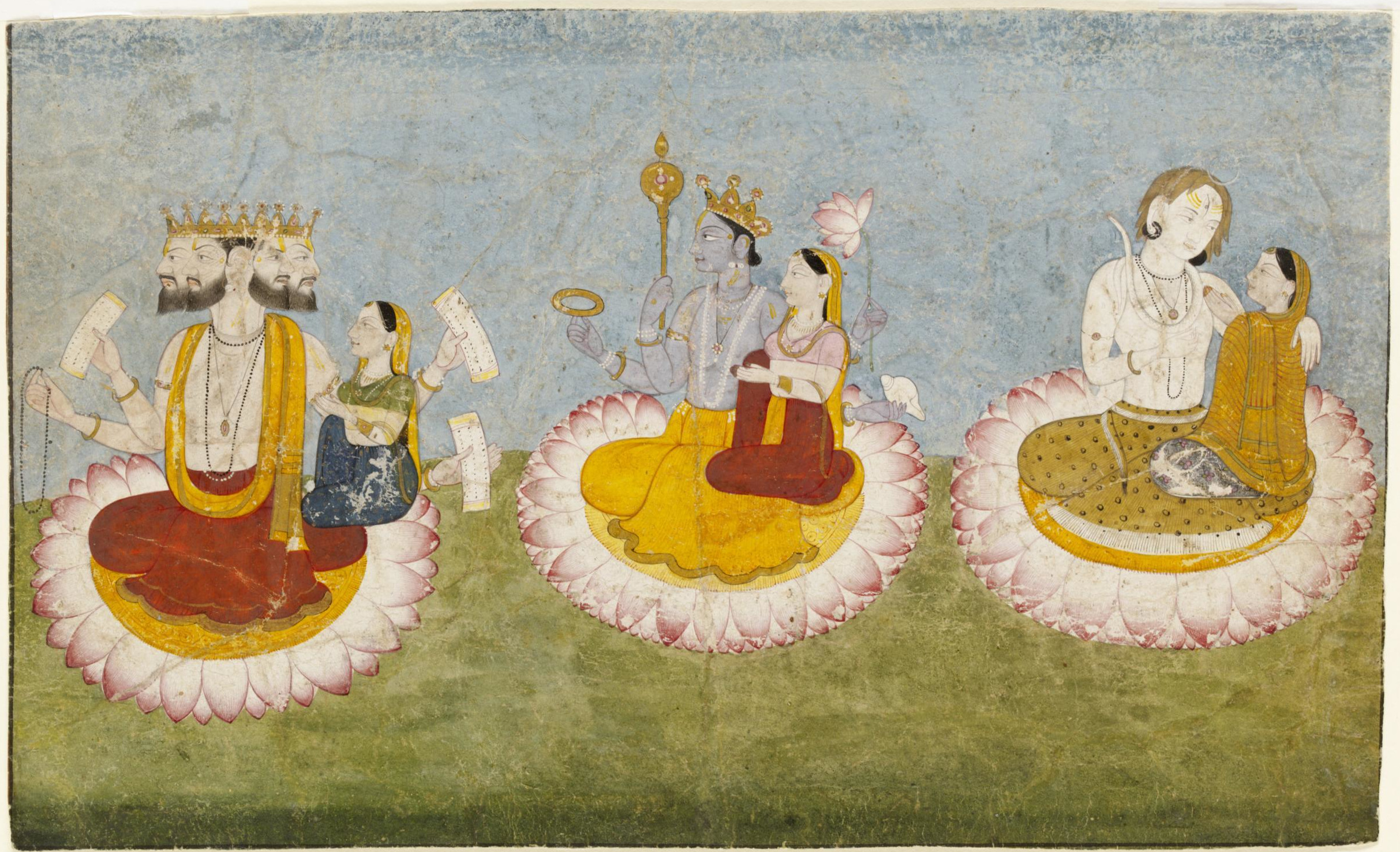
Brahma, Vishnu et Shiva assis sur des lotus avec leur épouse

Une Samhita (IAST: saṃhitā ; devanāgarī: संहिता) est un recueil de textes et ce terme  s'applique particulièrement aux textes de mantras des quatre Védas dans l'hindouisme.
Sa traduction est: recueil, collection. Ces mantras peuvent servir lors de rituels, se retrouver dans des poèmes ou dans des hymnes. Des chants védiques différents découlent de ces mantras ; le samhitapatha est le nom d'une récitation continue. Cependant les siècles passant, des textes sont apparus portant le nom de Samhita dans leurs titres.

### Traductions dessamhitâvédiques
- Samhitâ du Rig-véda : Rig-Veda Sanhita. A collection of Ancient Hindu Hymns of the Rig-Veda, trad. partielle H. H. Wilson (2° éd. 1866), New Delhi, 1977[3]. 
  - A Second selection of hymns from the Rigveda, trad. Peter Peterson, Bombay, 1899.
- Samhitâ du Sâma-véda : Translation of the Sanhitâ of the Dâma Veda, trad. an. John Stevenson, Londres, 1842.
- Samhitâ du Yajur-véda : Kâthaka-Oupanichat, extrait du Yadjour-Véda, trad. Ludovicus Poley, 1835.
- Samhitâ de l' Atharva-véda : The Hymns of the Atharva-Veda, trad. Ralph T. H. Griffith, Benares, 1895.
  - Atharvaveda Samhitâ, trad. William Dwight Whitney, Delhi, Patna, 1962, 2 vol., CLXII-1046 p.
- Jean Varenne, Le Veda, Planète, coll. "Le trésor spirituel de l'humanité", 1967, 453 p.

### Autressamhitâ
- Astavakra-samhitâ, trad. an. swami Ashokananda, Ramakrishna Order Publications.
- Brahma-samhitâ, trad. Bhaktisiddhanta Sarasvati (1932), Los Angeles, 1985.
- Caraka-samhitâ, trad. Jean Papin, Caraka Samhitâ. Traité fondamental de la médecine ayurvédique, Almora, 2009, 2 t.
- Nishvâtattva-samhitâ. The earliest surviving Shaiva tantra, Institut français de Pondichéry, 2015.
- Pâncharâtra-samhitâ (ou Vaishnava-samhitâ)
- The Purâna-samhitâ, revealed to Vedavyasa, édi. par Krishna Priyâchârya, Bénarès, 1951, 12-328 p.
- The Shiva-samhitâ, trad. Jean Papin : Siva Samhitâ. Traité classique de hatha-yoga, Almora, 160 p.